# أندرو إس. هيرون
أندرو إس. هيرون هو محامي وشخصية أعمال وضابط وسياسي أمريكي، ولد في 27 أكتوبر 1823، وتوفي في 27 نوفمبر 1882.